# Beuxes
 Beuxes ist eine französische Gemeinde mit 558 Einwohnern (Stand 1. Januar 2022) im Département Vienne in der Region Nouvelle-Aquitaine; sie gehört zum Arrondissement Châtellerault und zum Kanton Loudun. Der Ort liegt am Fluss Négron.

## Bevölkerungsentwicklung
| Jahr      | 1962 | 1968 | 1975 | 1982 | 1990 | 1999 | 2007 |
| Einwohner | 414  | 409  | 408  | 443  | 420  | 481  | 504  |

## Sehenswürdigkeiten
- Kirche St-Léger, Monument historique seit 1926 (siehe auch: Liste der Monuments historiques in Beuxes)
- Observatoire populicole de Bariteau, ein etwa 156 Hektar großes Areal, das mit rund 150 verschiedenen Pappelarten bepflanzt ist und dem Studium von Wachstum und Entwicklung dieser Baumart dient